# Ожерельєвського плодолісорозсадника (селище)
Ожерельєвського плодолісорозсадника (рос. Ожерельевского плодолесопитомника) — селище у Каширському міському окрузі Московської області Російської Федерації

## Розташування
Селище Ожерельєвського плодолісорозплідника входить до складу міського поселення Ожерельє, воно розташовано на схід від Ожерелья. Найближчі населені пункти — Ожерельє, Грабченки. Найближча залізнична станція — Ожерельє.

## Населення
Станом на 2010 рік у селищі проживало 227 осіб.